# Арктичка чигра
Арктичка чигра или поларна чигра (лат. Sterna paradisaea) је морска птица из породице галебова (лат. Laridae).

## Станиште
За разлику од осталих врста чигри, више воли боравити уз језера и реке, па ни у унутрашњој Европи није ретка. На Елби, на пример, живи у великом броју. У Европи се појављује крајем априла или почетком маја а већ у јулу или почетком августа поново креће на пут.
Исхрана:
Храни се малим рибама, жабама и пуноглавцима, а једе и црве, грчице и одрасле инсекте. Водене животиње хвата тако што се стрмоглављује у воду.

## Гнежђење
Гнезилишта поларне чигре су ниска острва и спрудови чије је дно шљунковито а не песковито. Чигра овде утисне мало удубљење у дубину у тло или користи већ готово удубљење да у њега смести гнездо. На водама у унутрашњости поларна чигра ретко ствара велика насеља, а на морској обали се често стотине птица удружују за заједничко гнежђење.

## Понашање
Поларна чигра дугачка је 38cm и позната по томе што у сеоби прелази далеко веће удаљености од било које друге селице. Ова птица се два пута годишње сели из субарктичких вода у субантарктичке и назад те је због тога зову и „птица са два лета”. Сматра се да због својих селидби ужива више сунчеве светлости од било којег живог створа на Земљи.

## Распрострањеност
Ова врста има циркумполарано распрострањење, размножава се на Арктику и субарктичким регионима Европе, Азије и Северне Америке, као и на крајњем југу Британије, Француске и Масачусетса (САД). Ова врста је трансекваторијални мигрант, а могу и да зимују широм Јужног океана до ивице Антарктичког леда и јужних врхова Јужне Америке и Африке.

## Угрожавајући фактори
Врста је потенцијално угрожена климатским променама, јер има географски ограничену дистрибуцију. У многим деловима Скандинавије, пад популације у прошлости су изазвала прикупљања јаја од стране људи, али је ова појава у последњих неколико година опала и омогућено је популацији да се опорави. У Северној Британији, због недостатка залиха пешчане јегуље којом се хране, дошло је до пада популације. У Свалбарду је популација постала рањива због присуства нафте и уља, нарочито у периоду након размножавања. Загађење је вероватно главни угрожавајући фактор, а једрење и друге активности повећавају узнемиравање ове врсте птица.

## Стање популације
Глобална популација се процењује на > 2.000.000 јединки. Европска популација се процењује на 564.000-906.000 парова, што је једнако 1.130.000-1.810.000 одраслих јединки. Популација у Русији се процењује на 10.000-100.000 парова и 1.000-10.000 јединки у миграцијама. Укупна популација се смањује, док се у Европи процењује смањење броја популације на мање од 25% у 40,2 године (три генерације). Према процени IUCN-a, популациони тренд је опадајући. Ова врста има изузетно широку распрострањеност и стога не прилази граници угрожених. Упркос чињеници да је очигледно да је популацијски тренд у опадању, за пад се верује да није довољно брз да се приближи граници за угрожене врсте унутар овог тренда у популацији. Величина популације је изузетно велика, а самим тим и не прилази прагу за угрожене врсте под критеријумом величине популације. Из тих разлога врста је смештена у категорију „последња брига“.